# Utopia of the Seas
Le Utopia of the Seas est un navire de croisière de la compagnie Royal Caribbean Cruise Line, construit aux Chantiers de l'Atlantique de Saint-Nazaire. Il est le premier et seul paquebot de la classe Oasis équipé de générateurs pouvant consommer du MGO ou du GNL.
Il est le sister-ship du Wonder of the Seas.

## Histoire
Le navire a été commandé le 18 février 2019. La première tôle est découpée le 5 avril 2022 en présence de l'armateur.
Parti le 23 juin 2024 de Saint-Nazaire, où il a été construit par les Chantiers de l’Atlantique, le paquebot géant a fait étape à La Rochelle le 25 juin avant de rejoindre, le 11 juillet, son port d’attache de Port Canaveral.

## Premières croisières
Après son arrivée à Port Canaveral le 11 juillet, le navire a commencé sa première croisière le 19 juillet en direction des Bahamas avec l'itinéraire suivant : Port Canaveral, CocoCay, Nassau, Port Canaveral.

## Caractéristiques
Le navire comporte des caractéristiques similaires au Wonder of the Seas. Les deux navires possèdent plusieurs nouveautés par rapport aux quatre précédents navires de la classe Oasis. La principale différence se situe sur l'architecture des ponts supérieurs, notamment au niveau des cheminées, où le design des ponts a été modifié. L'Aquathéâtre a également été modifié avec l'ajout d'une grande arche située à l'extrême arrière du navire. 

### Cabines
Le paquebot devrait comporter près de 2 900 cabines dont près de 1 800 avec vue sur mer. Quarante-six cabines seront adaptées aux personnes à mobilité réduite (PMR).
La suite royale fait 142 m2.

### Équipements de loisirs
- Une tyrolienne de 24 mètres
- Deux murs d'escalade
- Un simulateur de surf (FlowRider)
- Quinze piscines
- Dix bains à remous dont 2 suspendus au-dessus de l'eau
- Trois toboggans aquatiques allant du pont 18 au pont 15 (le pont piscine)
- Deux toboggans Ultimate Abyss de 30 mètres de long (non aquatiques)
- Deux théâtres dont un aquatique en extérieur
- Deux spa
- Un casino
- Un parc naturel (Central Park)
- Un minigolf et terrains de sport dont un terrain de basket
- Une patinoire
- Un carrousel
- Vingt restaurants
- Trente-cinq bars
- Un Bionic Bar (présent également à bord des paquebots de classe Quantum, de l'Harmony of the Seas et du Symphony of the Seas)
- Une fosse aquatique d'une profondeur de 5,4 mètres pour plongeon
- Un laser game
- Des boutiques et commerces

### Caractéristiques techniques

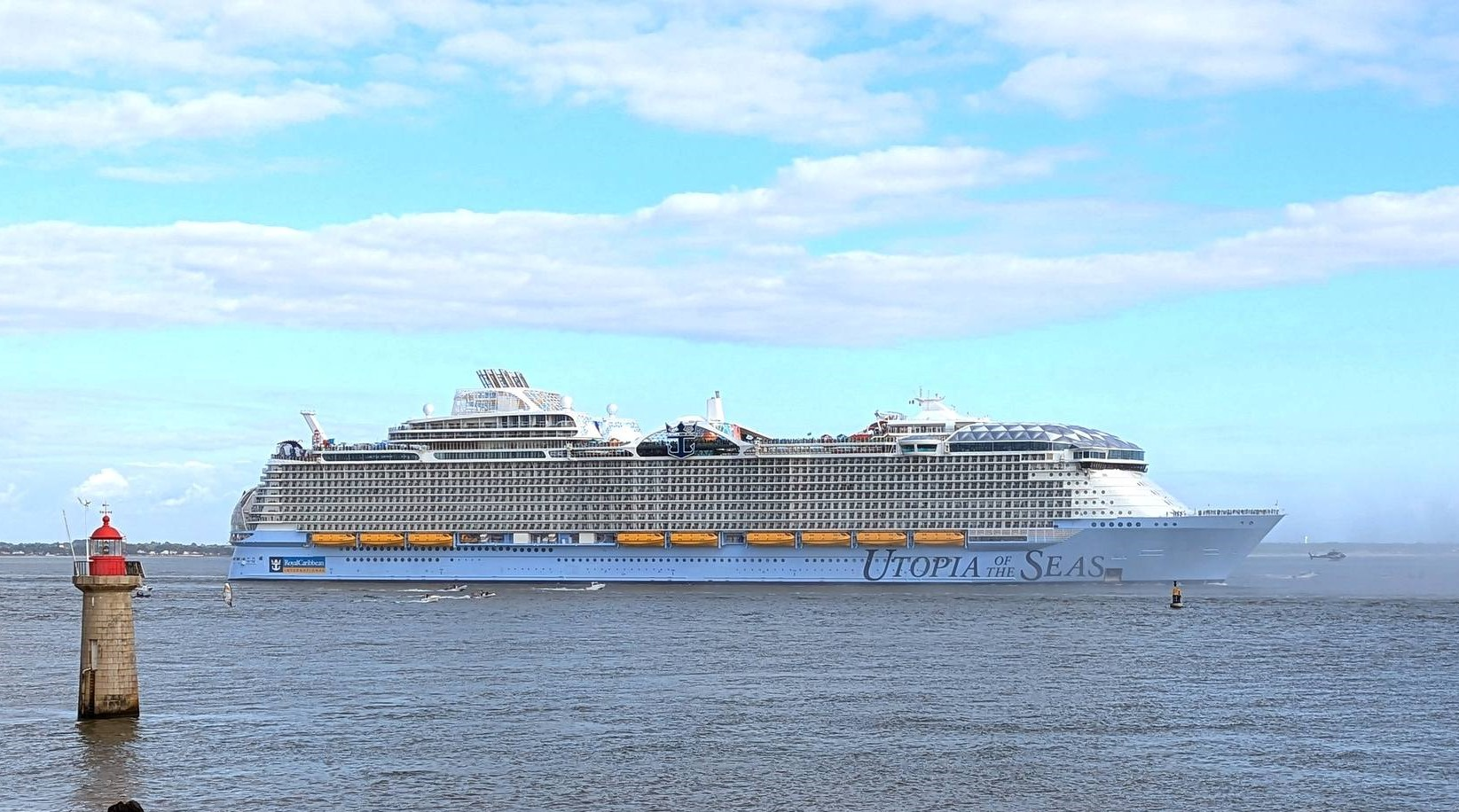
L'Utopia of the Seas quittant Saint-Nazaire, le 23 juin 2024.

#### Propulsion - usine électrique
- Le navire est propulsé par trois Azipod ABB de 20,5 MW chacun.
- Les 6 générateurs peuvent tourner au MGO ou au GNL (gaz naturel liquifié).

#### Stabilisation
- Accessoire habituel sur un bateau de cette taille, deux ailerons stabilisateurs déployables diminuent le roulis par gros temps en agissant comme une aile orientable contrant les habituelles inclinaisons sur bâbord et tribord ; système efficace à partir de 10 nœuds de vitesse.

Ce navire est constitué de 525 000 m2 de tôle d'acier, 5 000 km de fil électrique, 90 000 m2 de moquette[réf. souhaitée].